# Confession de Schleitheim
La Confession de Schleitheim est une confession de foi anabaptiste publiée en Suisse en 1527.

## Origine

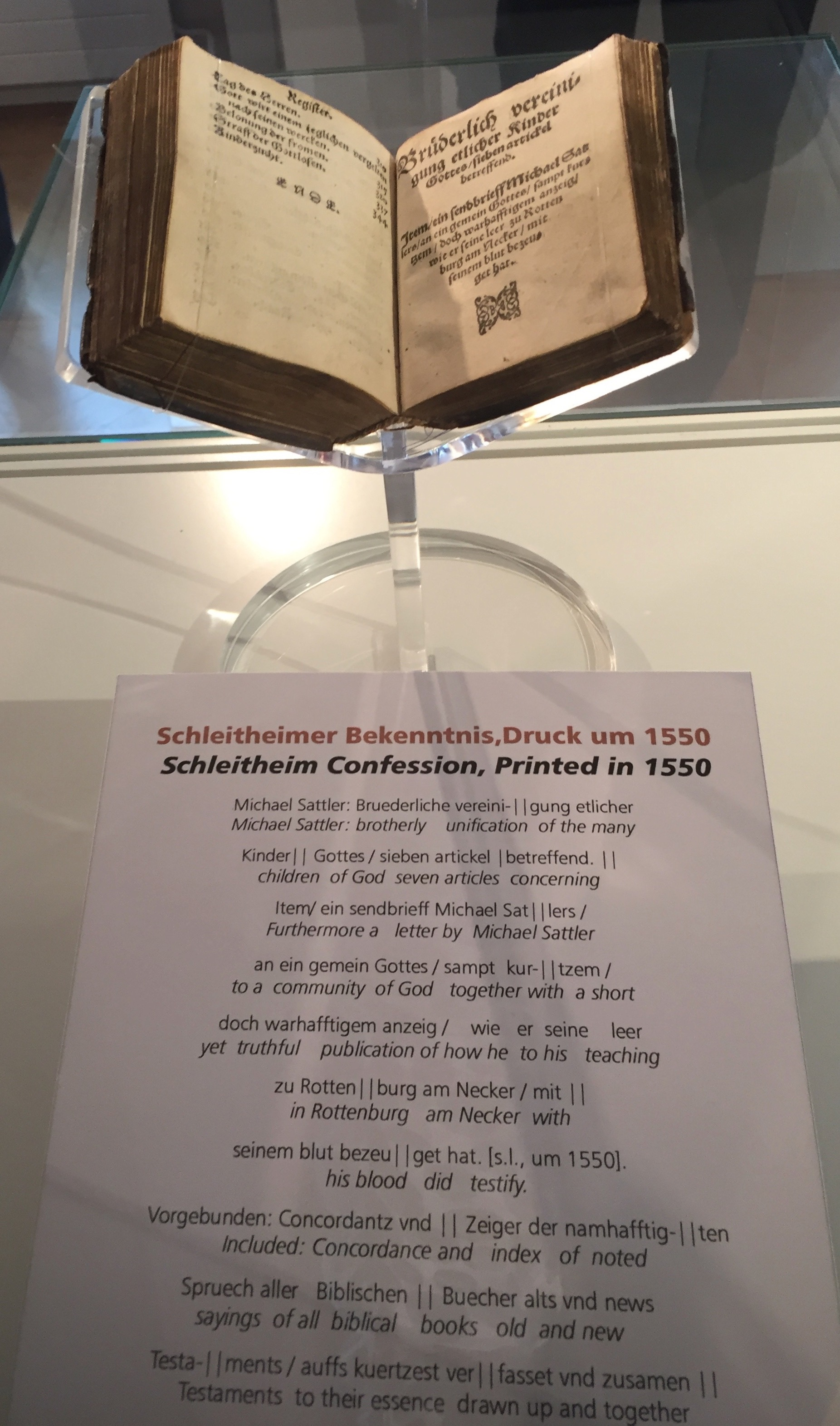
Confession de Schleitheim imprimée en 1550, exposée dans la salle anabaptiste du musée d’histoire locale de Schleitheim, Suisse.

À l'origine, cette confession de foi anabaptiste s'intitulait « Brüderlich Vereinigung etlicher Kinder Gottes – sieben Artikel betreffend » 
(« Union fraternelle de plusieurs enfants de Dieu – concernant sept articles »). Elle a été rédigée en suisse allemand, à Schleitheim, dans le canton de Schaffhouse (Suisse), le 24 février 1527, d'où son nom commun. L'auteur fut vraisemblablement Michael Sattler qui aurait retranscrit un accord entre « Frères Suisses » lors d'une réunion anabaptiste. De toute évidence, le but principal de cette confession était de se distinguer à la fois des Réformés (Luther, Calvin, Zwingli, etc.) mais aussi des anabaptistes comme Thomas Müntzer qui n'avaient pas hésité à prendre les armes pour le « Royaume de Dieu » lors de la guerre des Paysans allemands. L'idée était alors de présenter la position pacifique des anabaptistes suisses. Les articles de cette confession furent rapidement copiés et diffusés dans plusieurs communautés anabaptistes de Suisse et d'Allemagne du Sud.

## Doctrines
Elle comporte 7 articles de foi qui sont :
1. Baptême : le baptême est réservé aux croyants adolescents ou adultes (baptême du croyant), qui se sont repentis et croient que le Christ est mort pour eux (soit les caractéristiques d’une nouvelle naissance).
2. Excommunication : mise à l'écart du croyant qui a péché. Ceux qui tombent dans le péché devraient être avertis deux fois dans le secret, mais au troisième délit ils devraient être excommuniés.
3. Sainte-Cène : seuls ceux qui ont été baptisés peuvent participer à la Sainte-Cène.
4. Séparation d'avec le Mal : séparation complète d'avec toutes les institutions politiques et toutes les Églises multitudinistes (catholique et protestante) et interdiction de faire la guerre.
5. Pasteurs : nomination de pasteurs qui peuvent enseigner et conduire l’Église.
6. Interdiction d’user de l'épée : non participation à l'institution judiciaire à quelque titre que ce soit (juge, témoin, plaignant).
7. Interdiction du serment.